# Omake
Omake (御負け, premi, regal suplementari, extra, afegit, suplement) és una paraula japonesa utilitzada per referir-se als extres dels DVD, videojocs o a joguines incloses per la compra d'algun producte. A Occident, acostuma a referir-se als extres que venen inclosos en la compra d'anime o manga.

## A l'anime i manga
A l'anime es refereix a petites animacions al final dels capítols o abans i després dels talls publicitaris, on alguns personatges es comporten de manera còmica, fora del seu paper o donen explicacions sobre l'anime, és molt comú en aquests casos que es trenqui la quarta paret. També es coneixen com a Omake als extra dels DVD com entrevistes amb els actors de veu, escenes de com s'ha produït l'animació, o petites OVAs amb els personatges, en alguns casos en estil Chibi.
En el cas del manga, es refereix a petites imatges, 4-Koma, fitxes amb informació sobre els personatges o les seves armes, comentaris de l'autor o capítols especials al final del Tankōbon o inserides entre els capítols quan es publiquen en aquest mateix.